# ZX Spectrum
ZX Spectrum (UK: /zɛd ɛks/) là một dòng máy tính cá nhân gia đình 8 bit được Sinclair Research phát hành tại Vương quốc Anh vào năm 1982.
Được gọi là ZX81 Color và ZX82, nó được Sinclair đưa ra thị trường với tên ZX Spectrum để làm nổi bật màn hình màu của máy, so với màn hình đen trắng của người tiền nhiệm ZX81. Spectrum được phát hành dưới dạng tám mô hình khác nhau, từ cấp đầu tiên với 16KB RAM được phát hành vào năm 1982 cho ZX Spectrum +3 với 128 KB RAM và ổ đĩa mềm tích hợp vào năm 1987; Cả hai cấu hình này đã bán được hơn 5 triệu chiếc trên toàn thế giới (không tính các bản sao).
Spectrum là một trong những máy tính gia đình dành cho khán giả chính đầu tiên ở Anh, có ý nghĩa tương tự như Commodore 64 ở Mỹ. Sự ra đời của ZX Spectrum đã dẫn đến sự bùng nổ của các công ty sản xuất phần mềm và phần cứng cho máy, những hiệu ứng vẫn được nhìn thấy. Một số người coi đó là cỗ máy khởi động ngành công nghiệp CNTT của Anh. Các thỏa thuận cấp phép và nhân bản theo sau, và đã giúp Clive Sinclair được phong hiệp sĩ cho "các cống hiến cho ngành công nghiệp Anh".
Các máy Commodore 64, Dragon 32, Oric-1, Oric Atmos, BBC Micro và sau đó là phạm vi CPC Amstrad là đối thủ của Spectrum tại thị trường Anh trong những năm đầu thập niên 1980. Trong khi máy đã chính thức ngừng hoạt động vào năm 1992, các phần mềm mới tiếp tục được phát hành  – hơn 40 phần mềm mới đã được phát hành vào năm 2019.